# John MacLean (Eishockeyspieler)
John Harold MacLean (* 20. November 1964 in Oshawa, Ontario) ist ein ehemaliger kanadischer Eishockeyspieler und derzeitiger -trainer, der im Verlauf seiner aktiven Karriere zwischen 1981 und 2002 unter anderem 1298 Spiele für die New Jersey Devils, San Jose Sharks, New York Rangers und Dallas Stars in der National Hockey League auf der Position des rechten Flügelstürmers bestritten hat. Seinen größten Karriereerfolg feierte MacLean, der im NHL Entry Draft 1983 bereits an sechster Gesamtposition ausgewählt worden war, in Diensten der New Jersey Devils mit dem Gewinn des Stanley Cups im Jahr 1995. Seit Juli 2022 ist er als Assistenztrainer der New York Islanders tätig.

## Karriere
MacLean spielte zunächst drei Jahre von 1981 bis 1984 bei den Oshawa Generals in der Ontario Hockey League. Nachdem die Generals 1983 den J. Ross Robertson Cup, und damit die Meisterschaft der OHL gewonnen hatten, erreichte der Klub die Memorial-Cup-Endrunde. MacLean hatte mit seinen 47 Saisontoren einen erheblichen Anteil daran, und sie trugen dazu bei, dass er im NHL Entry Draft 1983 von den New Jersey Devils bereits in der ersten Runde an der sechsten Position ausgewählt wurde.
Nachdem der Kanadier in der Saison 1983/84 noch in Oshawa und bei der Junioren-Weltmeisterschaft gespielt hatte, bestritt er auch 23 Spiele für die Devils in der NHL. Dort entwickelte sich der Flügelspieler bis in die Saison 1997/98 hinein zu einer festen Größe im Kader des Teams aus New Jersey. Zweimal wurde MacLean in den Kader des NHL All-Star Game gewählt. Dies gelang ihm in den Spielzeiten 1988/89 und 1990/91. Die Saison 1991/92 verpasste er nach einer Knieoperation komplett und in der Spielzeit 1994/95 konnte er mit den Devils den prestigeträchtigen Stanley Cup gewinnen. Zudem hält er diverse Franchise-Rekorde.
MacLeans Zeit bei den Devils endete im Dezember 1997, als er mit Ken Sutton für Dody Wood und Doug Bodger zu den San Jose Sharks abgegeben wurde. Er verließ die Sharks jedoch bereits am Ende der Saison, da er als Free Agent einen Vertrag bei den New York Rangers unterzeichnete. Nach einem weiteren Wechsel zu den Dallas Stars in der Saison 2000/01 spielte MacLean dort bis zum Saisonende. Danach setzte er einige Zeit aus und erneuerte seinen Vertrag mit den Stars erst im Februar 2002. So spielte er nur 20 Spiele in der Saison und beendete danach am 7. Juli 2002 offiziell seine Karriere.
Zur Saison 2002/03, am 29. September 2002, engagierte ihn sein Ex-Team, die New Jersey Devils, als Assistenztrainer. Diese Position füllte er bis zum Juli 2009 aus. Während dieser Zeit gewann er 2003 seinen zweiten Stanley Cup und galt im Jahr 2007 als aussichtsreicher Kandidat auf den vakanten Cheftrainerposten der Devils, den später aber Brent Sutter erhielt. Nachdem Sutter im Juni 2009 seinen Posten zur Verfügung stellte, befand sich MacLean erneut in der Rolle des Anwärters auf den Posten. Als Jacques Lemaire ihm allerdings vorgezogen wurde, ließ sich MacLean am 13. Juli 2009 zum Cheftrainer der Lowell Devils, dem damaligen Farmteam New Jerseys. Mit diesen erreichte er in der Spielzeit 2009/10 auf Anhieb die Playoffs, scheiterte aber in der ersten Runde in fünf Spielen an den Worcester Sharks. Am 17. Juni 2010 wurde er zum Cheftrainer der New Jersey Devils ernannt, nachdem Lemaire im Mai zurückgetreten war. Nach 33 Spielen wurde er am 23. Dezember 2010 wieder von seinen Aufgaben entbunden, nachdem die Devils lediglich neun Spiele gewonnen hatten. Anfang Dezember 2011 wurde MacLean als Assistenztrainer bei den Carolina Hurricanes engagiert.
Nach der Saison 2013/14 wurde er gemeinsam mit Cheftrainer Kirk Muller entlassen. Zur Saison 2017/18 verpflichteten ihn die Arizona Coyotes als neuen Assistenten von Cheftrainer Rick Tocchet. Dort wurde sein Vertrag nach der Spielzeit 2019/20 nicht verlängert. Erst im September 2021 fand der Kanadier in den San Jose Sharks einen neuen Arbeitgeber. Dort fungierte er bis zum Juli 2022 als Assistenztrainer unter Bob Boughner und wurde wenig später in gleicher Funktion von den New York Islanders verpflichtet.

### International
Auf internationaler Ebene spielte MacLean erstmals bei der Junioren-Weltmeisterschaft 1984 für sein Heimatland Kanada. In sieben Turnierspielen steuerte der Stürmer sieben Tore und eine Vorlage bei. Am Ende belegte das Team den vierten Rang. Für die A-Nationalmannschaft kam er einzig bei der Weltmeisterschaft 1989 zum Einsatz. Nach zehn Turnierspielen standen für MacLean drei Tore, sechs Vorlagen und der Gewinn der Silbermedaille zu Buche.

## Erfolge und Auszeichnungen
| - 1983 J.-Ross-Robertson-Cup-Gewinn mit den Oshawa Generals - 1983 Memorial Cup All-Star Team - 1989 Teilnahme am NHL All-Star Game | - 1991 Teilnahme am NHL All-Star Game - 1995 Stanley-Cup-Gewinn mit den New Jersey Devils - 2003 Stanley-Cup-Gewinn mit den New Jersey Devils (als Assistenztrainer) |

### International
- 1989 Silbermedaille bei der Weltmeisterschaft

## Karrierestatistik

### International
Vertrat Kanada bei:
- Junioren-Weltmeisterschaft 1984
- Weltmeisterschaft 1989

(Legende zur Spielerstatistik: Sp oder GP = absolvierte Spiele; T oder G = erzielte Tore; V oder A = erzielte Assists; Pkt oder Pts = erzielte Scorerpunkte; SM oder PIM = erhaltene Strafminuten; +/− = Plus/Minus-Bilanz; PP = erzielte Überzahltore; SH = erzielte Unterzahltore; GW = erzielte Siegtore; 1 Play-downs/Relegation; Kursiv: Statistik nicht vollständig)